# مرسيدس-بنز الفئة سي إل كيه جي تي آر
مرسيدس بنز سي إل كيه جي تي آر (بالإنجليزية: Mercedes-Benz CLK GTR)‏ هي سيارة رياضية من صناعة مرسيدس بنز أنتجت في 1998.